# Los Arcos
Los Arcos là một đô thị trong tỉnh và cộng đồng tự trị Navarre, Tây Ban Nha. Đô thị này có diện tích là 57,67 ki-lô-mét vuông, dân số năm 2007 là người với mật độ người/km². Đô thị này cách tỉnh lỵ 62 km.